# Бранко Станкович
Бранислав «Бранко» Станкович (серб. Бранислав "Бранко" Станковић, 21 жовтня 1921, Сараєво, Югославія — 20 лютого 2002, Белград) — югославський футболіст, що грав на позиції півзахисника. По завершенні ігрової кар'єри — тренер.
Виступав, зокрема, за клуб «Црвена Звезда», а також національну збірну Югославії.

## Клубна кар'єра
У дорослому футболі дебютував 1939 року виступами за команду клубу «Славія» (Сараєво), в якій провів два сезони. Фіналіст Зимового кубка 1939 року — передвісника кубка Югославії. Турнір проводився взимку 1938—1939 років, але фінальні матчі проти «Югославії» (1:5, 0:0), учасником яких був Бранко, були зіграні через рік у січні 1940 року.. 
Протягом 1941—1945 років захищав кольори команди клубу БСК «Белград».
1946 року перейшов до клубу «Црвена Звезда», за який відіграв 12 сезонів. Здобув з командою по чотири перемоги в чемпіонаті Югославії і кубку Югославії. В 1958 році став переможцем Кубка Мітропи. Завершив професійну кар'єру футболіста 1958 року виступами за цю команду.

## Виступи за збірну
1946 року дебютував в офіційних матчах у складі національної збірної Югославії. Протягом кар'єри у національній команді, яка тривала 11 років, провів у формі головної команди країни 61 матч, забивши 3 голи.
У складі збірної був учасником футбольного турніру на Олімпійських іграх 1948 року у Лондоні, де разом з командою здобув «срібло», чемпіонату світу 1950 року у Бразилії, футбольного турніру на Олімпійських іграх 1952 року у Гельсінкі, де разом з командою здобув «срібло», чемпіонату світу 1954 року у Швейцарії.

## Кар'єра тренера
Розпочав тренерську кар'єру невдовзі по завершенні кар'єри гравця, 1960 року, очоливши тренерський штаб клубу «Желєзнічар».
1966 року став головним тренером збірної СФРЮ, яку тренував один рік.
Згодом протягом 1968–1973 років очолював тренерський штаб клубу АЕК.
1975 року прийняв пропозицію попрацювати у клубі «Порту». Залишив клуб з Порту 1976 року.
Протягом 3 років, починаючи з 1978, був головним тренером команди «Црвена Звезда».
1982 року був запрошений керівництвом клубу «Фенербахче» очолити його команду, з якою пропрацював до 1984 року.
З 1984 і по 1986 рік очолював тренерський штаб команди «Бешикташ».
1986 року знову став головним тренером команди «Фенербахче», тренував стамбульську команду один рік.
Останнім місцем тренерської роботи був клуб «Црвена Звезда», головним тренером команди якого був з 1988 по 1989 рік.

## Титули і досягнення

### Як гравець
- Чемпіон Югославії (4): 1951, 1953, 1956, 1957
- Володар Кубка Югославії (4): 1948, 1949, 1950, 1957-58,
- Володар Кубка Мітропи (1): 1958
- Срібний олімпійський призер: 1948, 1952

### Як тренер
- Чемпіон Греції (1): 1971
- Чемпіон Югославії (2): 1973, 1977, 1980, 1981
- Чемпіон Туреччини (2): 1983, 1986
- Володар Кубка Туреччини (1): 1983
- Володар Суперкубка Туреччини (2): 1984, 1986